# Lotharii Regnum

Die Gebietsaufteilung im Vertrag von Verdun 843:

Die Teilung von Prüm 855

Nach dem Tod Karls von der Provence 863 teilten dessen Brüder Lothar II. und Ludwig von Italien dessen Reich unter sich auf

Die Gebietsaufteilung im Vertrag von Meerssen 870: Durch den Vertrag von Meerssen fielen große Teile des Reichs Lothars an Karl den Kahlen und an Ludwig den Deutschen

Das Lotharii Regnum (lateinisch für „Reich Lothars“), auch Mittelfrankenreich oder Mittelreich genannt, war der mittlere Teil des Fränkischen Reichs, der nach der Reichsteilung vom 10. August 843 im Vertrag von Verdun Kaiser Lothar I. als unmittelbarer königlicher Herrschaftsbereich zufiel. Dieses langgestreckte Mittelstück des Reiches, das Lothar als ältestem Sohn des 840 verstorbenen Kaisers Ludwigs des Frommen nach dem verlorenen Machtkampf gegen seinen Bruder Ludwig den Deutschen (Ostfrankenreich) und seinen Halbbruder Karl den Kahlen (Westfrankenreich) verblieben war, reichte von der Nordsee bis ans Mittelmeer, von Friesland über die Niederlande, Aachen, das Rheinland, Burgund, die Provence und Oberitalien bis zur Kaiserstadt Rom in Italien.

## Umstrittener Niederrhein
Im Bereich des rechten Niederrheins war die Isselniederung im heutigen Hamminkeln seit alters her eigentlich die Grenze zwischen den Bistümern Köln und Münster. Damit wurde sie zugleich zur Grenze zwischen Lothringen und dem Ostreich erklärt. Doch wurde weiterhin durch Kämpfe versucht, stattdessen den etwas weiter westlich gelegenen Rhein als Grenze festzulegen.

## Teilung von Prüm
Noch zu Lebzeiten teilte Lothar sein Reich im September 855 in der Teilung von Prüm unter seinen drei Söhnen Lothar II., Karl und Ludwig II. auf: Lotharingien (Friesland, Niederlande und Rheinland) im Norden, Burgund und Provence im Südwesten und Italien im Südosten.

### Italien
Italien (und damit die Römische Kaiserwürde) erbte Ludwig II.
Nach Ludwigs Tod im Jahre 875 fielen Italien und der Kaisertitel an das Westfrankenreich Karls des Kahlen, Italien später an das Ostfrankenreich Karlmanns; schließlich errang es 961 Otto der Große.

### Provence und Burgund
Die Provence und der zum Mittelreich gehörende, größere Teil Burgunds (der kleinere Teil, die heutzutage „Burgund“ („Bourgogne“) genannte Region im Zentrum des heutigen Frankreichs, war bereits seit 843 Teil des Westfrankenreiches) fielen an Karl von der Provence.
Nachdem Karl von der Provence im Jahre 863 kinderlos verstorben war, wurde sein Erbe zwischen seinen älteren Brüdern aufgeteilt. Der nördliche, kleinere Teil Burgunds fiel an das Reich Lothars II., der südliche, größere Teil Burgunds und die Provence an das Italien Ludwigs II. und nach dessen Tod 875 an das Westfrankenreich Karls des Kahlen.
Nach Karls des Kahlen Tod im Jahre 877 begründete im Süden Boso von Vienne 879 das Königreich Niederburgund; nach Karls des Dicken Tod im Jahre 888 rief im Norden der Welfe Rudolf I. das Königreich Hochburgund aus.
Unter Otto dem Großen wieder vereinigt, wurde das Königreich Burgund 1033 unter Kaiser Konrad II. Bestandteil des Heiligen Römischen Reiches.

### Lotharingien
Nachfolger Lothars I. als König im Norden des Reiches (jedoch ohne die Kaiserwürde) wurde Lothar II. Nach ihm wurde das Gebiet „Lotharingien“ („dasjenige, was Lothar zugehört“) genannt. Nach Lothars II. Tod im Jahr 869 wurde das Gebiet 870 im Vertrag von Meerssen zwischen Lothars Onkeln aufgeteilt: Der ostfränkische König Ludwig der Deutsche, mittlerer Bruder Lothars I., erhielt den Ostteil Lotharingiens, der westfränkische König Karl der Kahle, jüngerer Halbbruder Lothars I., den Westteil. 879 gaben die Enkel Karls des Kahlen, schriftlich fixiert 880 im Vertrag von Ribemont, auch diesen Westteil Lotharingiens an den ostfränkischen König Ludwig III.
Im Jahr 895 wurde Lotharingien nochmals zu einem eigenständigen Königreich, als Kaiser Arnulf seinen illegitimen Sohn Zwentibold dort als Herrscher einsetzte. Nach dessen Tod im Jahr 900, fiel Lotharingien als Herzogtum erneut an das ostfränkische Reich unter Ludwig dem Kind. Als wiederum Ludwig, der letzte ostfränkische Karolinger 911 starb, erkannten die lotharingischen Adligen den westfränkischen König Karl den Einfältigen als Oberherrn an. Karl belehnte zunächst Reginar I. als Markgraf und 915 Wigerich als Pfalzgraf von Lothringen.
Wigerichs Nachfolger Gottfried von Jülich dagegen nahm 925 Lothringen vom ostfränkischen König Heinrich I. zum Lehen. Seit dieser Zeit gehörte das Herzogtum Lothringen in seiner Gesamtheit zum ostfränkisch-deutschen Reich, wurde aber 959 in Oberlothringen und Niederlothringen geteilt.

## Herrscher von Lotharingien
Könige von Lotharingien
- 843–855 Lothar I., Kaiser und König
- 855–869 Lothar II., Sohn Lothars I., König
- 869–877 Karl II. der Kahle, Bruder Lothars I., im Westteil
- 877–879 Ludwig II. der Stammler, Sohn Karls II., im Westteil
- 869–876 Ludwig II. der Deutsche Bruder Lothars I., im Ostteil
- 876–882 Ludwig III. der Jüngere Sohn Ludwigs II., im Ostteil, ab 879 auch im Westteil
- 882–887 Karl III. der Dicke Bruder Ludwigs III., als König des Ostfrankenreichs
- 887–895 Arnulf von Kärnten, als König des Ostfrankenreichs
- 895–900 Zwentibold, Sohn Arnulfs, als König unter seinem Vater
- 900–911 Ludwig IV. das Kind Sohn Arnulfs, als König des Ostfrankenreichs
  - um 904–910 Gebhard, Graf in der Wetterau, um 904 Herzog von Lothringen
- 911–923 Karl III. der Einfältige als König des Westfrankenreichs Oberherr über Lothringen
  - 911–915 Reginhar I., Graf von Hennegau, Markgraf
  - 915–922 Wigerich, Pfalzgraf von Lothringen
- 923–936 Heinrich I., als König des Ostfrankenreichs Oberherr über Lothringen

Ab 923 blieb Lotharingien Bestandteil des Ostfrankenreichs und wurde im Auftrag des Königs von Herzögen regiert:
Herzöge von Lotharingien

Nieder- und Oberlothringen um 959

- 926–928 Eberhard von Franken, Herzog von Franken und Lotharingien
- 928–939 Giselbert, Graf von Hennegau
- 939–940 Heinrich von Sachsen
- 940–944 Heinrich, Graf von Hennegau
- 940–944 Otto von Verdun, Graf von Verdun
- 944–953 Konrad der Rote, Graf im Herzogtum Franken
- 953–959 Brun, Erzbischof von Köln
- 959–978 Friedrich I. von Bar
- 978–1027 Dietrich I. von Bar
- 1019–1026 Friedrich II. von Bar als Mitregent
- 1027–1033 Friedrich III. von Bar